# راتب جندي
راتب جندي، هي أول رواية منشورة للكاتب الأمريكي وليام فوكنرالحاصل على جائزة نوبل في الأدب سنة.1949. نُشرت هذه الرواية في بادئ الأمر من قبل دار نشر بوني ولايفرايت في 25 فبراير من عام 1926.ترجمهل للعربية مصطفى ناصر وصدرت عن دار نينوى للدراسات والنشر والتوزيع سنة 2009. من غير الواضح ما إذا كانت هذه أول رواية مكتوبة من قبل فوكنر، لكنها أول رواية منشورة له. عمل فوكنر على مسودتين أخريين في أثناء إنهائه رواية راتب جندي.

## لمحة عن الحبكة
تدور أحداث رواية راتب جندي حول عودة طيار مصاب إلى موطنه في قرية صغيرة في جورجيا بعد انتهاء الحرب العالمية الأولى. رافقه أحد المحاربين القدماء، بالإضافة إلى أرملة قُتل زوجها في خضم الحرب. عانى الطيار من إصابة مروعة في رأسه، تسببت بفقده للنطق بشكل دائم بالإضافة إلى العمى. دارت العديد من الصراعات حول عودته من ضمنها حالة خطبته بخطيبته، ورغبة الأرملة في فسخ خطوبته لتتمكن هي من الزواج من الطيار المحتضر، والمكيدة الرومانسية التي تكتنف خطيبته والتي لم تكن مخلصة له خلال فترة غيابه.تعد رواية راتب جندي إحدى رواياته القليلة التي لم تدر أحداثها في مقاطعة يوكناباتوفا الخيالية في ولاية مسيسيبي.

## الشخصيات الرواية
- الطيار دونالد ماهون يُحيط به عدة شخصيات تعكس جوانب مختلفة من المجتمع والتجربة الإنسانية بعد الحرب.
- جانواري جونز ليس مجرد مرافق، بل يُجسد الحكمة الواقعية والتأمل في تداعيات الحرب، ويقدم نقطة توازن بين المشاعر المتأججة للشخصيات الأخرى.
- إلين بيرس (الأرملة) تمثل الجانب الانتهازي والمحاولات الشخصية لإعادة تشكيل الحياة بعد الحرب، إذ تدخل في صراع مباشر مع رقية لاندون على قلب دونالد، ما يبرز التوترات العاطفية التي تميز الرواية.
- رُقيّة لاندون (خطيبة دونالد) شخصيتها معقدة، إذ توصف بالخيانة وعدم الولاء، الأمر الذي يشكل محورًا دراميًا هامًا يعكس خيبات الأمل والضعف البشري.
- من خلال التوترات بين هذه الشخصيات، تستعرض الرواية موضوعات مثل الخيانة، الغيرة، الأمل واليأس، في إطار يحاكي الاضطرابات النفسية التي يعاني منها الجنود العائدون من الحرب وعائلاتهم.
- كما تلعب الشخصيات الثانوية أدواراً تدعم الجو العام للرواية، مع تسليط الضوء على التأثيرات الاجتماعية والاقتصادية ما بعد الحرب، مثل الصراع بين القيم التقليدية والتحولات الجديدة.

هذه التفاعلات الشخصية المتشابكة تساهم في تكوين صورة معقدة ومكثفة عن تجربة الحرب وتأثيراتها المستمرة على الفرد والمجتمع، وتعكس عمق السرد الفني لفوكنر الذي يعتمد على تشريح نفسي دقيق لشخصياته.

## تاريخ النشر
كان وليام فوكنر صديقًا للكاتب الأمريكي شيروود أندرسون، وعضوًا في حلقته الأدبية خلال عشرينيات القرن العشرين في نيو أورلينز. وافق أندرسون على إرسال مسودة رواية راتب جندي إلى الناشر شريطة عدم قراءتها من أندرسون ذاته.
أقر صديق فوكنر المقرب فيل ستون في رسالة كتبها إلى غلين أُو كاري في عام 1950 بأن أندرسون قد لعب دورًا رئيسيًا في نشر رواية راتب جندي. «لم أتمكن من نشر رواية فوكنر على الرغم من كل الجهود التي بذلناها، كان شيروود أندرسون الشخص الذي جعل نشر هذه الرواية ممكنًا».
وافق هوريس لايفرايت على دفع فوكنر مبلغًا قدره 200.00 دولار من أجل مسودة الرواية التي كان عنوانها الأصلي ماي داي. من المرجح أن رئيس التحرير في دار نشر بوني ولايفرايت، تي. آر. سميث، كان السبب وراء تغيير عنوان الرواية. بلغ عدد النسخ المطبوعة في الطبعة الأولى لرواية راتب جندي 2,500 نسخة.
شكلت رواية راتب جندي وروايته الثانية البعوض فشلًا تجاريًا، وذلك وفقًا لمعايير هذه الأيام. لم يُبع أكثر من 1,200 نسخة من كلتا الروايتين بعد إطلاقهما لأول مرة. استمرت طباعة رواية راتب جندي بعد فوز فوكنر بجائزة نوبل للآداب في عام 1949. تملك نسخ الطبعة الأولى للرواية قيمة عالية لدى هواة الجمع، وتُباع بمبالغ تصل إلى 35,000 دولار.
أهدى فوكنر المسودة الأصلية لرواية ماي داي، والتي عُدلت بعد ذلك لتصبح راتب جندي إلى هيلين بايرد التي كان مغرمًا بها.
درس المنتِج الهوليوودي جيري والد في إحدى المرات إمكانية تحويل رواية راتب جندي إلى فيلم سينمائي.

## اقتباس
كانت الفقرة الأخيرة من الرواية بهذا الشكل: